# Про дракона на балконе, про ребят и самокат
«Про дракона на балконе, про ребят и самокат» — детский художественный фильм 1976 года Геннадия Харлана, снятый по повести Н. Гернет и Г. Ягдфельда «Пропал дракон».

## Сюжет
Школьники Миша и Лида пришли к писателю-путешественнику Мамонтову, чтобы пригласить его на выступление. Случайно Лида опрокинула стоявший на балконе террариум с любимцем писателя тритоном (которого Мамонтов назвал «драконом»), но под балконом «дракона» не оказалось. При этом за происходящими событиями наблюдал в бинокль младший брат Лиды Женька: он один видел, что «дракон» угодил в бидон с молоком пенсионера Сергея Васильевича. Теперь Мише и Лиде нужно срочно найти «дракона» или достать точно такого же, Женьке — разгадать тайну того, что за существо упало в бидон, а Сергею Васильевичу и его жене Таисье Петровне — понять, что делать с неожиданным «подарком».

## В ролях
| Актёр             | Роль                        |
| ----------------- | --------------------------- |
| Анатолий Адоскин  | писатель Мамонтов           |
| Андрюша Фёдоров   | Женька, мальчик с самокатом |
| Марина Иванова    | Лида, сестра Женьки         |
| Боря Козубович    | Миша Коробкин               |
| Андрюша Роговой   | мальчик в кепке             |
| Витя Роговой      | близнец                     |
| Вова Роговой      | близнец                     |
| Гера Лееманс      | мальчик в очках             |
| Сергей Мартинсон  | Сергей Васильевич           |
| Ирина Мурзаева    | Таисия Петровна             |
| Александра Зимина | тётя Лиза                   |

## Съёмочная группа
| Режиссёр-постановщик              | Геннадий Харлан           |
| Оператор-постановщик              | Леонид Пекарский          |
| Композитор                        | Александр Журбин          |
| Текст песен                       | Михаил Танич              |
| Художник-постановщик              | Валерий Назаров           |
| Звукооператор                     | Г. Басько                 |
| Режиссёры                         | А. Календа, В. Пономарёв  |
| Оператор                          | Михаил Комов              |
| Монтажёр                          | Л. Малахова               |
| Художник по костюмам              | Л. Щурок                  |
| Художник-гримёр                   | С. Спиридонова            |
| Художник-декоратор                | Л. Забавский              |
| Редактор                          | О. Пушкин                 |
| Ассистенты режиссёра              | Л. Щеглов, А. Кудрявцев   |
| Ассистенты оператора              | Е. Пекарская, С. Фасулаки |
| Ассистент художника               | Л. Прудников              |
| Комбинированные съёмки — оператор | М. Калачинский            |
| Комбинированные съёмки — художник | В. Кужелко                |
| Директор                          | А. Середа                 |

## О создании фильма
Первоначальный вариант сценария по заказу студии «Беларусьфильм» создали авторы экранизируемой повести — Н. Гернет и Г. Ягдфельд. Однако после резко отрицательного отзыва писателя Василя Витки (по мнению киноведа М. Костюкович, отзыв был несправедлив) в сценарий начали вноситься изменения, первым из которых тритон был «переименован» в дракона «для придания сюжету большей занимательности, даже таинственности». Режиссёром был назначен Михаил Пташук, которого вскоре сменил Геннадий Харлан, для которого фильм должен был стать полнометражным дебютом. Оба режиссёра выступали за кардинальную переработку сценария, что не устраивало Гернет и Ягдфельда. Последний в письме на киностудию отозвался о режиссёрском сценарии Харлана так: «…мы просто не узнали своё произведение. Выброшено до 30 больших сцен и эпизодов литературного сценария… <…> Не об охоте за тритонами писали мы сценарий, а о горячем и холодном сердце… <…> Наша комедия в результате превратилась в набор развлекательных трюков, в которых мы не могли уловить ни основной мысли, ни внутренней логики». В итоге сценаристы убрали свои имена из титров.
Фильм был снят в Витебске. По мнению кинокритика С. Матылёнка, причиной съёмок именно в этом городе было желание запечатлеть в кино построенную к 1000-летию Витебска Площадь Победы.
Фильм был прохладно встречен как киночиновниками, так и критиками. При этом киновед М. Костюкович даёт картине скорее положительную оценку, а отрицательные оценки чиновников объясняет нарушением закона, по которому взрослых в реалистичном (не сказочном) фильме не следовало изображать несерьёзными чудаками.
«Взрослый ракурс приписывает фильму искреннее изумление волшебством детства, которое плетет из будничных неурядиц увлекательные приключения, а встречный детский ракурс впервые в белорусском кино создает чудаковатый мир взрослых, странных, неуклюжих и похожих на детей существ» (М. Костюкович)